# Бельча
Бельча (пол. Bielcza) — село в Польщі, у гміні Боженцин Бжеського повіту Малопольського воєводства.
Населення — 1656 осіб (2011).
У 1975-1998 роках село належало до Тарновського воєводства.

## Демографія
Демографічна структура станом на 31 березня 2011 року:
|          | Загалом | Допрацездатний вік | Працездатний вік | Постпрацездатний вік |
| -------- | ------- | ------------------ | ---------------- | -------------------- |
| Чоловіки | 825     | 203                | 542              | 80                   |
| Жінки    | 831     | 167                | 505              | 159                  |
| Разом    | 1656    | 370                | 1047             | 239                  |